# Elsbeth Meyer
Elsbeth Meyer (* 4. Juli 1911 im Altnau; † 17. April 1948 in Münsterlingen) war eine Schweizer Lehrerin und Bildhauerin. Sie schuf Kleinplastiken und Porträts.

## Leben und Werk
Elsbeth Meyer war eine Tochter des in Altnau am Bodensee wirkenden evangelischen und später als «Rosenpfarrer» bekannten Wilhelm Meyer (1870–1954) und der Emma, geborene Zeller. Einer ihrer Brüder war der spätere Maler Paul Meyer (1904–1967). Nach der Sekundarschule besuchte die auch musisch begabte Meyer in Concise sowie in Yverdon die Töchterschule. Anschliessend arbeitete sie als Kindererzieherin in Frankreich und England.
Nach ihrer Rückkehr in die Schweiz arbeitete Meyer lange Zeit in der Zahnarztpraxis ihres Bruders Otto Meyer in Arbon. Ab 1934 besuchte sie das Lehrerseminar Kreuzlingen und ab der vierten Seminarklasse den Unterricht bei der Bildhauerin Friedel Grieder. Nach Abschluss der Lehrerausbildung unterrichtete sie nur aushilfsweise. Dadurch konnte sie im Sommersemester 1939 an der ETH Zürich bei Hans Gisler die Fächer Aktzeichnen, Zeichnen und Modellieren besuchen. Anschliessend hielt sie sich in Paris auf, wo sie eine Schülerin von Germaine Richier war.
Wieder in der Schweiz, wurde Meyer in die thurgauische Künstlergruppe aufgenommen und konnte ihre Werke ausstellen. Zudem trat sie 1943 in die Schweizerische Gesellschaft für Urgeschichte ein. 1945 erhielt sie ein Stipendium für künstlerische Ausbildung der Stadt Winterthur. Ab Dezember 1945 unterrichtete sie Lesen, Rechnen, Schreiben, Zeichnen und Modellieren an der Unterstufe in Islikon.
Ab 1947 lebte sie zusammen mit ihren Eltern in Islikon. Elsbeth Meyer verstarb nach einer Operation an den Folgen einer Embolie im Spital Münsterlingen. Ihre letzte Ruhestätte fand sie auf dem Friedhof in Gachnang.